# Vato Gonzalez
Vato Gonzalez (* 6. Juni 1983 in Spijkenisse; eigentlich Björn Franken) ist ein niederländischer House-DJ.

## Werdegang
Gonzalez nahm im Alter von 14 Jahren seine ersten Tracks auf. Seit seinem 16. Lebensjahr ist er als DJ tätig. Bislang absolvierte er etwa 1250 Auftritte in zwölf Staaten, darunter beim Dance Valley und beim Extrema Outdoor & Solar Festival. Unter dem Namen Dirty House baute er eigenes Plattenlabel auf, mit dem er zum Begründer der gleichnamigen Housebewegung in seinem Land wurde.  
2007 produzierte er den Track Badman Riddim, mit dem er 1,5 Millionen Aufrufe auf der Videoplattform YouTube erreichte und in das Programm von BBC Radio 1 aufgenommen wurde. Vier Jahre nach der Entstehung veröffentlichte die Plattenfirma Ministry of Sound die Aufnahme im Juni 2011 als Single. Dafür wurde der Instrumentaltrack mit Rap der britischen Hip-Hop-Band Foreign Beggars unterlegt. 